# Ionășeni (gmina Vârfu Câmpului)
Ionășeni – wieś w Rumunii, w okręgu Botoszany, w gminie Vârfu Câmpului. W 2011 roku liczyła 806 mieszkańców.